# Copa de Naciones Árabe 2012
La Copa de Naciones Árabe 2012 (en árabe: كأس العرب 2012‎) fue la décima edición de este torneo de fútbol a nivel de selecciones nacionales organizado por la UAFA y que contó con la participación de 11 selecciones nacionales, una selección más que en la edición anterior, con el retorno de Irak luego de la Guerra del Golfo y Egipto participó con su selección olímpica.
Marruecos venció a Libia en la final disputada en Arabia Saudita para coronarse campeón del torneo por primera vez jugando con una selección compuesta de jugadores locales, mientras que el campeón de las dos ediciones anteriores, Arabia Saudita fue eliminado en las semifinales.

## Premios
El torneo fue patrocinado por la World Sport Group, una empresa de mercadeo de Singapur que se cataloga como la mejor en el campo de mercadeo, telecomunicaciones y organización de eventos.
El ganador recibió $1 millón, el finalista $600.000, el tercer lugar $300.000 y los demás $200.000.

## Participantes
| Nación                       | Confederación | Apariciones Anteriores                       |
| ---------------------------- | ------------- | -------------------------------------------- |
| Baréin                       | AFC           | 4 (1966, 1985, 1988, 2002)                   |
| Egipto U23 (Equipo Olímpico) | CAF           | 3 (1988, 1992, 1998)                         |
| Irak                         | AFC           | 4 (1964, 1966, 1985, 1988)                   |
| Kuwait                       | AFC           | 7 (1963, 1964, 1966, 1988, 1992, 1998, 2002) |
| Líbano                       | AFC           | 6 (1963, 1964, 1966, 1988, 1998, 2002)       |
| Libia1                       | CAF           | 3 (1964, 1966, 1998)                         |
| Marruecos (Selección Local)  | CAF           | 2 (1998, 2002)                               |
| Palestina                    | AFC           | 3 (1966, 1992, 2002)                         |
| Arabia Saudita               | AFC           | 5 (1985, 1988, 1992, 1998, 2002)             |
| Sudán                        | CAF           | 2 (1998, 2002)                               |
| Yemen                        | AFC           | 2 (1966, 2002)                               |

1Libia iba a participar con un equipo sub-21 pero decidió mandar a su selección principal.

## No Entraron al Torneo
| - Argelia - Comoras - Yibuti - Mauritania - Somalia - Túnez | - Jordania - Omán - Catar - Siria - Emiratos Árabes Unidos |

## Sedes
| Jeddah                            | Ta’if             |
| --------------------------------- | ----------------- |
| Prince Abdullah al-Faisal Stadium | King Fahd Stadium |
| Capacidad: 20,000                 | Capacidad: 17,000 |
|                                   |                   |

## Fase de grupos

### Grupo A
| Nación         | J                  | G                  | E                  | P                  | GF                 | GC                 | GD                 | Pts                |
| -------------- | ------------------ | ------------------ | ------------------ | ------------------ | ------------------ | ------------------ | ------------------ | ------------------ |
| Arabia Saudita | 2                  | 1                  | 1                  | 0                  | 6                  | 2                  | +4                 | 4                  |
| Kuwait         | 2                  | 1                  | 0                  | 1                  | 2                  | 4                  | -2                 | 3                  |
| Palestina      | 2                  | 0                  | 1                  | 1                  | 2                  | 4                  | -2                 | 1                  |
| UAE            | abandonó el torneo | abandonó el torneo | abandonó el torneo | abandonó el torneo | abandonó el torneo | abandonó el torneo | abandonó el torneo | abandonó el torneo |

| 22 de junio de 2012 19:45 | Arabia Saudita                              | 4 – 0 | Kuwait | King Fahd Stadium,       |                          |
|                           | Al-Sahlawi 22', 90+3' · Al-Mehyani 51', 56' |       |        | Árbitro(s): Gehad Grisha | Árbitro(s): Gehad Grisha |

| 25 de junio de 2012 19:45 | Kuwait                        | 2 – 0 | Palestina | King Fahd Stadium,          |                             |
|                           | Khamis 27' · Al-Rashidi 90+2' |       |           | Árbitro(s): Hamad Al-Sheikh | Árbitro(s): Hamad Al-Sheikh |

| 28 de junio de 2012 19:45 | Palestina                             | 2 – 2 | Arabia Saudita               | King Fahd Stadium,              |                                 |
|                           | Abu Saleh 45+1' (pen.) · Al Amour 73' |       | Abdullah 9' · Al-Zylaeei 85' | Árbitro(s): Khalid Abdel Rahman | Árbitro(s): Khalid Abdel Rahman |

### Grupo B
| Nación    | J | G | E | P | GF | GC | GD | Pts |
| --------- | - | - | - | - | -- | -- | -- | --- |
| Marruecos | 3 | 2 | 1 | 0 | 8  | 0  | +8 | 7   |
| Libia     | 3 | 2 | 1 | 0 | 5  | 2  | +3 | 7   |
| Yemen     | 3 | 1 | 0 | 2 | 3  | 7  | -4 | 3   |
| Baréin    | 3 | 0 | 0 | 3 | 1  | 8  | -7 | 0   |

| 23 de junio de 2012 18:15 | Marruecos                                                        | 4 – 0 | Baréin | Prince Abdullah al-Faisal Stadium, |                                  |
|                           | El Bahri 17' · Salhi 78' · Al-Hayam 83' (a.g.) · Benjelloun 90+' |       |        | Árbitro(s): Abdullah Al-Balooshi   | Árbitro(s): Abdullah Al-Balooshi |

| 23 de junio de 2012 21:00 | Libia                                         | 3 – 1 | Yemen       | Prince Abdullah al-Faisal Stadium, |                            |
|                           | Saad 17' (pen.) · Salama 53' · Al-Ghuwail 89' |       | Al-Sasi 69' | Árbitro(s): Suleiman Jaber         | Árbitro(s): Suleiman Jaber |

| 26 de junio de 2012 18:15 | Baréin | 0 – 2 | Yemen                             | Prince Abdullah al-Faisal Stadium, |                         |
|                           |        |       | Al-Selwi 53' (pen.) · Baroies 65' | Árbitro(s): Slim Jedidi            | Árbitro(s): Slim Jedidi |

| 26 de junio de 2012 21:00 | Libia | 0 – 0 | Marruecos | Prince Abdullah al-Faisal Stadium, |  |
|                           |       |       |           | Árbitro(s): Djamel Haimoudi        |  |

| 29 de junio de 2012 19:45 | Libia                              | 2 – 1 | Baréin         | King Fahd Stadium,          |                             |
|                           | Saad 71' (pen.) · Al-Ghannoudi 74' |       | Al-Khataal 38' | Árbitro(s): Hamad Al-Sheikh | Árbitro(s): Hamad Al-Sheikh |

| 29 de junio de 2012 19:45 | Yemen | 0 – 4 | Marruecos                              | Prince Abdullah al-Faisal Stadium, |                                 |
|                           |       |       | Salhi 10' (pen.), 48', 58', 63' (pen.) | Árbitro(s): Abdulrahman Al-Amri    | Árbitro(s): Abdulrahman Al-Amri |

### Grupo C
| Nación     | J | G | E | P | GF | GC | GD | Pts |
| ---------- | - | - | - | - | -- | -- | -- | --- |
| Irak       | 3 | 2 | 1 | 0 | 4  | 2  | +2 | 7   |
| Sudán      | 3 | 1 | 2 | 0 | 4  | 2  | +2 | 5   |
| Egipto U23 | 3 | 0 | 2 | 1 | 3  | 4  | -1 | 2   |
| Líbano     | 3 | 0 | 1 | 2 | 1  | 4  | -3 | 1   |

| 24 de junio de 2012 18:15 | Irak      | 1 – 0 | Líbano | Prince Abdullah al-Faisal Stadium, |                            |
|                           | Karim 89' |       |        | Árbitro(s): Rédouane Jiyed         | Árbitro(s): Rédouane Jiyed |

| 24 de junio de 2012 21:00 | Egipto U23 | 1 – 1 | Sudán       | Prince Abdullah al-Faisal Stadium, |                                 |
|                           | Magdi 38'  |       | El-Amin 80' | Árbitro(s): Abdulrahman Al-Amri    | Árbitro(s): Abdulrahman Al-Amri |

| 27 de junio de 2012 18:15 | Líbano | 0 – 2 | Sudán                  | Prince Abdullah al-Faisal Stadium, |                            |
|                           |        |       | Ankba 55' · Bashir 83' | Árbitro(s): Suleiman Jaber         | Árbitro(s): Suleiman Jaber |

| 27 de junio de 2012 21:00 | Irak                        | 2 – 1 | Egipto U23       | Prince Abdullah al-Faisal Stadium, |             |
|                           | Karim 49' · Abdul-Zahra 75' |       | Gomaa 45' (pen.) | Árbitro(s):                        | Árbitro(s): |

| 30 de junio de 2012 19:45 | Egipto U23           | 1 – 1 | Líbano       | King Fahd Stadium,         |                            |
|                           | Hamoudi 45+1' (pen.) |       | Moghrabi 80' | Árbitro(s): Rédouane Jiyed | Árbitro(s): Rédouane Jiyed |

| 30 de junio de 2012 19:45 | Sudán    | 1 – 1 | Irak      | Prince Abdullah al-Faisal Stadium, |                         |
|                           | Hamad 9' |       | Shakir 5' | Árbitro(s): Slim Jedidi            | Árbitro(s): Slim Jedidi |

### Mejor Segundo Lugar
El mejor segundo lugar de la fase de grupos clasificó a las semifinales. Como en el Grupo A solamente contó con 3 equipos, los resultados ante los equipos que quedaron en cuarto lugar no fueron contabilizados. El mejor segundo lugar se enfrentaría al ganador del grupo A en las semifinales siempre y cuando el ganador del grupo B enfrentara al ganador del grupo C.
| Nación | J | G | E | P | GF | GC | GD | Pts |
| ------ | - | - | - | - | -- | -- | -- | --- |
| Libia  | 2 | 1 | 1 | 0 | 3  | 1  | +2 | 4   |
| Kuwait | 2 | 1 | 0 | 1 | 2  | 4  | −2 | 3   |
| Sudán  | 2 | 0 | 2 | 0 | 2  | 2  | 0  | 2   |

## Fase Final

### Semifinales
| 3 de julio de 2012 18:15 | Arabia Saudita | 0 – 2 | Libia                             | Prince Abdullah al-Faisal Stadium, |                          |
|                          |                |       | Al-Sebaee 75' · Saad 90+6' (pen.) | Árbitro(s): Gehad Grisha           | Árbitro(s): Gehad Grisha |

| 3 de julio de 2012 21:30 | Marruecos                 | 2 – 1 | Irak               | Prince Abdullah al-Faisal Stadium, |                             |
|                          | El Gharib 23' · Salhi 28' |       | Karim 90+6' (pen.) | Árbitro(s): Djamel Haimoudi        | Árbitro(s): Djamel Haimoudi |

### Tercer Lugar
| 5 de julio de 2012 21:00 | Arabia Saudita | 0 – 1 | Irak            | Prince Abdullah al-Faisal Stadium, |                                |
|                          |                |       | Abdul-Zahra 16' | Árbitro(s): Khalid Abdurrahman     | Árbitro(s): Khalid Abdurrahman |

### Final
| 6 de julio de 2012 21:00 | Libia                                                       | 1 – 1 (1 – 3 p) | Marruecos                                                        | Prince Abdullah al-Faisal Stadium, |                         |
|                          | Al Badri 89' · Al Badri · Al-Ghannoudi · Salama · Al-Sebaee |                 | El Bahri 5' · Salhi · Jahouh · Abdessamad · Bourhim · Benlamalem | Árbitro(s): Slim Jedidi            | Árbitro(s): Slim Jedidi |

## Campeón
| Copa de Naciones Árabe 2012 |
| --------------------------- |
| Bandera de Marruecos        |
| Marruecos 1º Título         |

## Estadísticas

### Goleadores
6 goles
- Yassine Salhi

3 goles
| - Mustafa Karim | - Ahmed Saad |

2 goles
| - Alaa Abdul-Zahra - Brahim El Bahri | - Essa Al-Mehyani - Mohammad Al-Sahlawi |

1 gol
| - Ahmed Al-Khataal - Saleh Gomaa - Ahmed Hamoudi - Ahmed Magdi - Salam Shakir - Ahmad Al-Rashidi - Abdulhadi Khamis - Akram Moghrabi - Faisal Al Badri | - Mohammed Al-Ghannoudi - Mohammad Al-Ghuwail - Ali Salama - Abdessalam Benjelloun - Oussama El Gharib - Hussam Abu Saleh - Ismail Al Amour - Khaled Al-Zylaeei - Abdullah Al-Sheal | - Mohamed Abd Al Momen Ankba - Mowaia Bashir - Moawya El-Amin - Ahmed Adil Hamad - Ala Al-Sasi - Akram Al-Worafi - Mohammed Baroies |

Autogol
- Waleed Al Hayam (ante Marruecos)

### Premios Individuales
- Yassine Salhi - fue nombrado como el mejor jugador del torneo, y también fue el golesdor del torneo con 6 goles.[11]